# Apeninos meridionales
Los Apeninos meridionales (en italiano, Appennino meridionale) son una subdivisión de la cadena de los Apeninos. Se extiende desde la Bocca di Forlì hasta el Aspromonte. Abarca la Italia meridional y en particular Molise, Campania, Apulia, Basilicata y Calabria.

## Subdivisión
Los Apeninos meridionales pueden ser divididos en cuatro partes: 
- Apeninos samnitas. El Apenino samnita va desde Bocca di Forli en la provincia de Isernia hasta el valle del río Calore.
- Apeninos campanos. El Apenino campano comprende el trecho montañoso entre el Camposauro (1388 m) hasta la Sella di Conza (700 m) (entre Avellino y Potenza) que une el Valle del Sele (vertiente tirrena) al del Ofanto (adriático).
- Apeninos lucanos. El Apenino lucano se extiende en forma de arco desde la sella di Conza al passo dello Scalone (744 m). Está delimitado por el río Sele al oeste, Ofanto al norte, Bradano al este, el golfo de Tarento al sureste, el mar Tirreno al suroeste y la llanura de Sibari al sur.
- Apeninos calabreses. El Apenino calabrés va desde el Passo dello Scalone hasta el estrecho de Mesina.

## Montañas principales
- Serra Dolcedorme - 2.267 m
- Monte Pollino - 2.248 m
- Monte Miletto - 2.050 m
- Monte Botte Donato - 1.928 m
- Monte Alpi - 1.900 m
- Monte Volturino - 1.836 m
- Monte Vulture - 1.327 m

- Datos: Q3620875
- Multimedia: Southern Apennines / Q3620875